# Suzanna von Nathusius

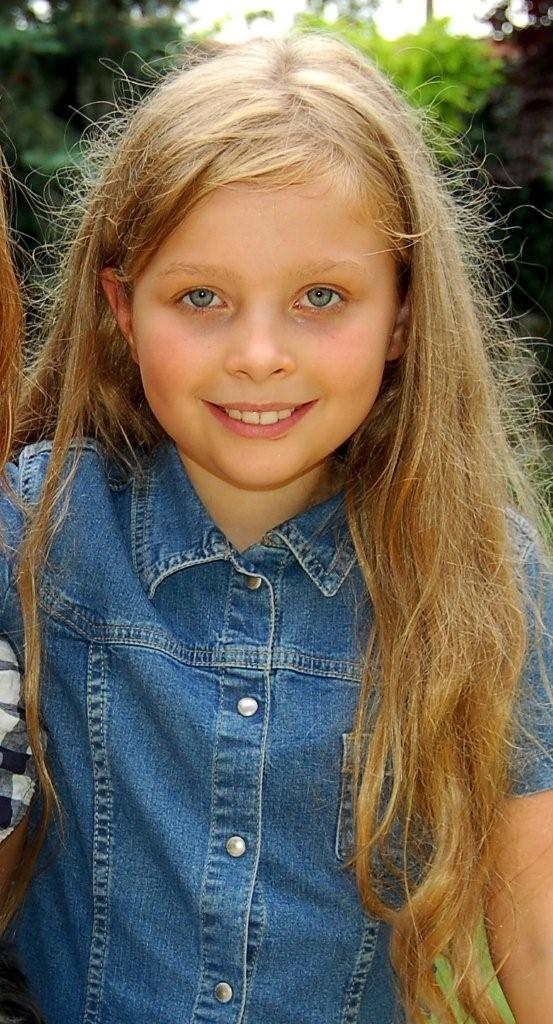
Suzanna von Nathusius (2008)

Suzanna von Nathusius (* 12. April 2000 in Warschau) ist eine deutsch-polnische Schauspielerin.

## Leben
Suzanna von Nathusius wurde als drittes Kind des deutschen Verlegers Mark-Nikolaus von Nathusius und seiner polnischen Frau Krystyna geboren. Sie besitzt die polnische und die deutsche Staatsangehörigkeit und hat zwei ältere Schwestern. Sie besuchte eine katholische Schule in Warschau.
Im Alter von drei Jahren wurde sie für Werbeaufnahmen gecastet. Seitdem hat sie an verschiedenen Werbeproduktionen (Fernsehen, Plakat, Print) teilgenommen, so auch bei der mehrmonatigen Orange-Go-Kampagne im Jahr 2005. Im Februar 2004 spielte sie erstmals in der polnischen Seifenoper Klan. Ab März 2004 gehörte sie zu den Stammschauspielerinnen dieser täglich ausgestrahlten Serie. In den ersten 6 Jahren hatte sie in ca. 400 Episoden mitgespielt.  Sie spielt in der polnischen Fernsehserie Klan die Rolle der Małgorzata (Małgosia) Borecka, der Tochter von Jacek und Beata, durch die sie in Polen bekannt wurde. Seit 2006 spielt sie als Gast auch in anderen Serien oder Filmen mit.

## Filmografie
- 2004–heute: Klan, ab Episode 831, Rolle: Małgorzata (Małgosia) Borecka (Seifenoper, TVP1)
- 2006: Kryminalni, Episode 49, Rolle: Mädchen im Geschäft (Kriminalserie, TVN)
- 2006: Hela w opałach (Komödie, TVN)
- 2007: Plebania, Episode 942, Rolle: Maria (Seifenoper, TVP1)
- 2008: Plebania, Jubiläums-Episode 1000, Rolle: Maria (Seifenoper, TVP 1)
- 2008: Kryminalni, Episode 99, Rolle: Tochter der Ermordeten (Kriminalserie, TVN)
- 2008: Niech żyje pogrzeb, Rolle: Tochter (Kino-Spielfilm)
- 2012: Na Wspólnej, Episoden 1693, 1698, 1699, 1712, 1718 (Seifenoper, TVN)
- 2015: Ojciec Mateusz, Episode 179 (Ania), TVP1

### Weitere Fernsehauftritte
- 2005: Dziecięce Aktorki, Interview, 17. März 2005 (Lifestyle-Show, TVN Style)
- 2005: Familiada, 15. Mai 2005 (Quizshow, TVP2)
- 2005: Kawa czy herbata?, November 2005 (Frühstücksfernsehen, TVP1)
- 2007: Panorama, 22. April 2007 (Nachrichten-Sendung, TVP 2)
- 2007: Jubileusz 10-lecie Klanu, 14. November 2007 (Sondersendung, TVP1)
- 2008: Dzień Dobry TVN, 21. Januar 2008 (Frühstücksfernsehen, TVN)
- 2008: Festival Filmu Płocku, 22. Juni 2008 (Filmfestival, TVP1)
- 2008: Dzień Otwarty TVP, 14. September 2008 (Festival, TVP1, TVP2, TVP3, TVP Polonia)
- 2009: Rozmowy w Toku, 28. April 2009 (Talk-Show, TVN)
- 2010: Kawa czy herbata?, 1. Juni 2010, Dzień Dziecka (Frühstücksfernsehen, TVP1)